# Morra De Sanctis
Morra De Sanctis község (comune) Olaszország Campania régiójában, Avellino megyében.

## Fekvése
A megye keleti részén fekszik. Határai: Andretta, Conza della Campania, Guardia Lombardi, Lioni, Sant’Angelo dei Lombardi és Teora.

## Története
A település vidéke már az i. e. 8 században lakott volt a régészeti leletek tanúsága szerint. A település tartozó Selvapiana falucskában egy hirpinus település romjait fedezték fel. A középkor során feudális birtok volt és csak 1806-ban nyerte el önállóságát. A település nevét a Morra nemesi család után kapta. 1937-ben nevét Morra de Sanctisra változtatták a település híres szülöttje, az irodalomkritikus Francesco de Sanctis után.

## Népessége
A népesség számának alakulása:

## Főbb látnivalói
- a Morra család által épített vár
- a 18. századi San Rocco-templom
- Francesco De Sanctis szülőháza
- a Palazzo Indelli, nemesi palota